# Артюгина
Артю́гина — река на севере Сибири в Красноярском крае России, левый приток Енисея. Длина реки — 158 км. Площадь водосборного бассейна — 1960 км².
Река вытекает из небольшого озера на востоке Западносибирской низменности к югу от озера Дашкино, на высоте более 76 м над уровнем моря. Протекает по заболоченной лесотундре. В верховьях течёт на восток, затем направление меняется на южное, а после впадения реки Лужки, через которую происходит сток из Рыбных озёр — на восток-северо-восточное. Перед устьем соединяется с протокой Енисея Сургутихой. Впадает в Енисей по левому берегу на отметке 15 м над уровнем моря, ниже впадения Елогуя и выше впадения Мангутихи, в 1279 км от устья Енисея. Ширина перед устьем — 84 м при глубине 2,1 м; скорость течения в низовьях составляет 0,2 м/с. 

## Основные притоки
Указаны поименованные притоки длиной 20 км и более
| Название | Расстояние от устья | Длина | Положение |
| -------- | ------------------- | ----- | --------- |
| Чировая  | 7                   | 152   | правый    |
| Тихая    | 48                  | 48    | правый    |
| Лужки    | 78                  | 33    | правый    |

## Данные водного реестра
По данным государственного водного реестра России и геоинформационной системы водохозяйственного районирования территории РФ, подготовленной Федеральным агентством водных ресурсов:
- Бассейновый округ — Енисейский
- Речной бассейн — Енисей
- Речной подбассейн — Енисей между впадением Подкаменной Тунгуски и Нижней Тунгуски
- Водохозяйственный участок — Енисей от впадения реки Подкаменная Тунгуска до впадения реки Нижняя Тунгуска
- Код водного объекта — 17010600112116100058993